# Roland Trimen

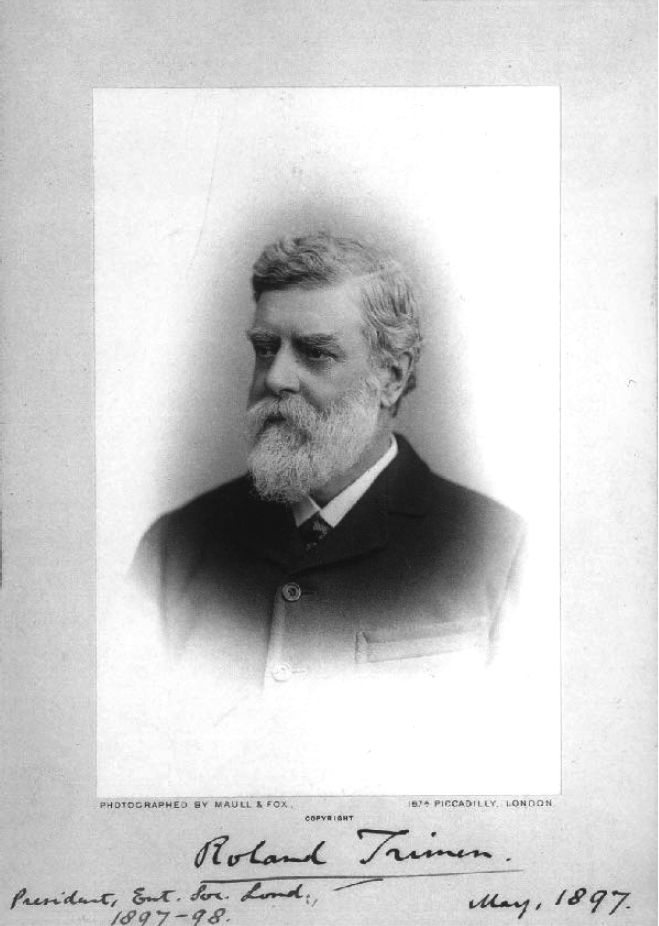
Roland Trimen in 1897

Roland Trimen (Londen, 29 oktober 1840 - Londen, 25 juli 1916) was een Brits-Zuid-Afrikaans natuuronderzoeker, vooral bekend voor het publiceren van South African Butterflies (1887-1889), samen met kolonel James Henry Bowker. Hij was een van de eerste entomologen die mimiek en polymorfisme bij vlinders onderzocht. Hij werkte samen met Charles Darwin om de bestuiving van Disa orchideeën te bestuderen.
Trimen reisde in 1859 naar Zuid-Afrika, waar hij op het kantoor van hoofdauditeur Edgar Leopold Layard: ging werken in Kaapstad en vervolgens op het kantoor van de Colonial Secretary. In 1872 werd hij conservator van het Zuid-Afrikaanse Museum in Kaapstad, als opvolger van Layard. Hij voegde daar als eerste prehistorische relikwieën toe aan de collectie. Trimen bleef in functie totdat hij in 1895 wegens gezondheidsproblemen terug moest treden, maar niet voordat er op zijn initiatief een nieuw, ruimer gebouw gebouwd werd. In 1880 nam hij deel aan het internationale congres over in Bordeaux over de druifluis.

## Erkenning
Trimen kreeg in 1910 de Darwin Medal uitgereikt en was de directeur van het Museum van het Zuid-Afrikaanse Kaapstad. Zijn jongere broer Hendrik Trimen, was een plantkundige en de directeur van de hortus botanicus van Peradeniya (Sri Lanka, destijds Ceylon).
- Author citation (botany): R.Trimen
- Gemeinsame Normdatei: 1146532628
- International Standard Name Identifier: 0000 0003 8580 6048
- Nederlandse Thesaurus van Auteursnamen: 160886740
- Réseau des bibliothèques de Suisse occidentale: 02-A023265774
- Système universitaire de documentation: 242336906
- Virtual International Authority File: 315946667
- WorldCat: E39PBJcrdyXH83Tch7v6mDMVmd